# 谷本馬太郎
谷本馬太郎（たにもと うまたろう、1886年4月20日—1942年11月11日），大日本帝国海軍军人。他的最終軍階是海軍中将。

## 生平
谷本馬太郎生於廣島縣福山市。曾就讀於旧制廣島縣立福山誠之館高等学校以及海軍兵學校。
一·二八事變之際，谷本馬太郎出任第3戰隊旗艦之由良号轻巡洋舰船長。七七事變爆發時，谷本馬太郎出任日本駐漢口海軍陸戰隊司令。
谷本馬太郎在擔任佐世保镇守府司令長官時因病去世。